# Сапата, Иларио
Иларио Сапата (исп. Hilario Zapata; род. 19 августа 1958) — панамский боксёр-профессионал выступавший в первой наилегчайшей, наилегчайшей и второй наилегчайшей весовых категориях. Чемпион мира в первой наилегчайший весовой категории по версии WBC (24 марта 1980 — 6 февраля 1982 и 20 июля 1982 — 26 марта 1983), чемпион мира в наилегчайшей весовой категории по версии WBA (5 октября 1985 — 13 февраля 1987).

## Карьера
Дебютировал на профессиональном ринге 28 октября 1977 года победив техническим нокаутом Виктора Лопеса (0-7). 1 ноября 1978 года провел свой седьмой поединок на профессиональном ринге, который также был его первым титульным боем за пояс чемпиона WBA Fedelatin в первом наилегчайшем весе. Соперником Сапаты стал Альфонсо Лопес (26-5). Бой завершился победой Лопеса раздельным судейским решением.
24 марта 1980 года провёл бой против японца Шигео Накадзима (13-2-1), на кону стоял титул чемпиона мира в первом наилегчайшем весе по версии WBC. Поединок завершился победой Сапаты единогласным судейским решением. Провёл 8 успешных защит титула, после чего 6 февраля 1982 года проиграл нокаутом мексиканцу Амадо Урсуа (27-9) и утратил чемпионский титул. Но уже в следующем поединке, который состоялся 20 июля того же года победил раздельным судейским решением японца Тадаши Томори (19-5) и вернул чемпионский титул. Провёл две успешных защиты титула, после чего проиграл техническим нокаутом южнокорейскому боксёру Чану Джону Гу (20-1), над которым ранее одержал победу раздельным судейским решением.